# Odontorchilus
Odontorchilus là một chi chim trong họ Troglodytidae.